# To co czujesz, to co wiesz
To co czujesz, to co wiesz – utwór zespołu Brygada Kryzys. Po raz pierwszy nagrano go we wrześniu 1981 roku podczas debiutanckiego koncertu zespołu w klubie Riviera Remont w Warszawie, jednak jego studyjna (różniąca się od oryginału) wersja ukazała się dopiero w 1992 roku na albumie Cosmopolis. 
Pierwsza wersja koncertowa z 1981 roku ukazała się w Polsce w 1999 roku nakładem wytwórni Pop Noise, a wcześniej, w 1982 roku – bez wiedzy i zgody zespołu – została wydana przez wytwórnię Fresh Records w Wielkiej Brytanii w ramach albumu Brygada Kryzys.
Autorami utworu są Robert Brylewski (muzyka) i Tomasz Lipiński (muzyka, tekst).
Utwór był wielokrotnie interpretowany przez polskich artystów, takich jak np. Hey, Vienio, Katarzyna Nosowska i Pidżama Porno, Dawid Podsiadło i Męskie Granie Orkiestra 2014, Marcin Zabrocki, Indios Bravos.